# Palača Oršić u Varaždinu
Palarča Oršić u Varaždinu građena je na prijelazu 18. u 19. st., na jugoistočkom uglu istočnog gradskog grabišta. Monumentalnu i skladnu palaču je oko 1805. god. kao „Novu Curiu“ ili „Neugebäude“ dao izgraditi Aleksandar grof Erdödy. Ova ranoklasicistička palača formirana je kao samostojeća jednokatna ugaona građevina L tlocrta, okružena vrtom, kojem pripada i manja pomoćna gospodarska građevina smještena uz sjevernu među parcele. Svojim tlocrtnim i prostornim rasporedom još uvijek na tragu kasnog baroka, dok u obradi pročelja dominira stil ranog klasicizma. Palača se odlikuje visokom arhitektonskom kvalitetom i povijesnom vrijednošću, kojoj nužan okvir čini pripadajuća parcela, funkcionalno i sadržajno nedjeljiva od nje. Krajem 19. stoljeća prešla je u vlasništvo grofice Pauline Oršić po kojoj je i dobila ime. Zgrada je nakon obnove 2023. dana je na korištenje Fakultetu organizacije i informatike za provođenje nastave i znanstvena istraživanja.

## Zaštita
Pod oznakom Z-2941 zavedeno je kao nepokretno kulturno dobro - pojedinačno, pravna statusa zaštićena kulturnog dobra, klasificirano kao "stambena građevina".